# Gücünkaya

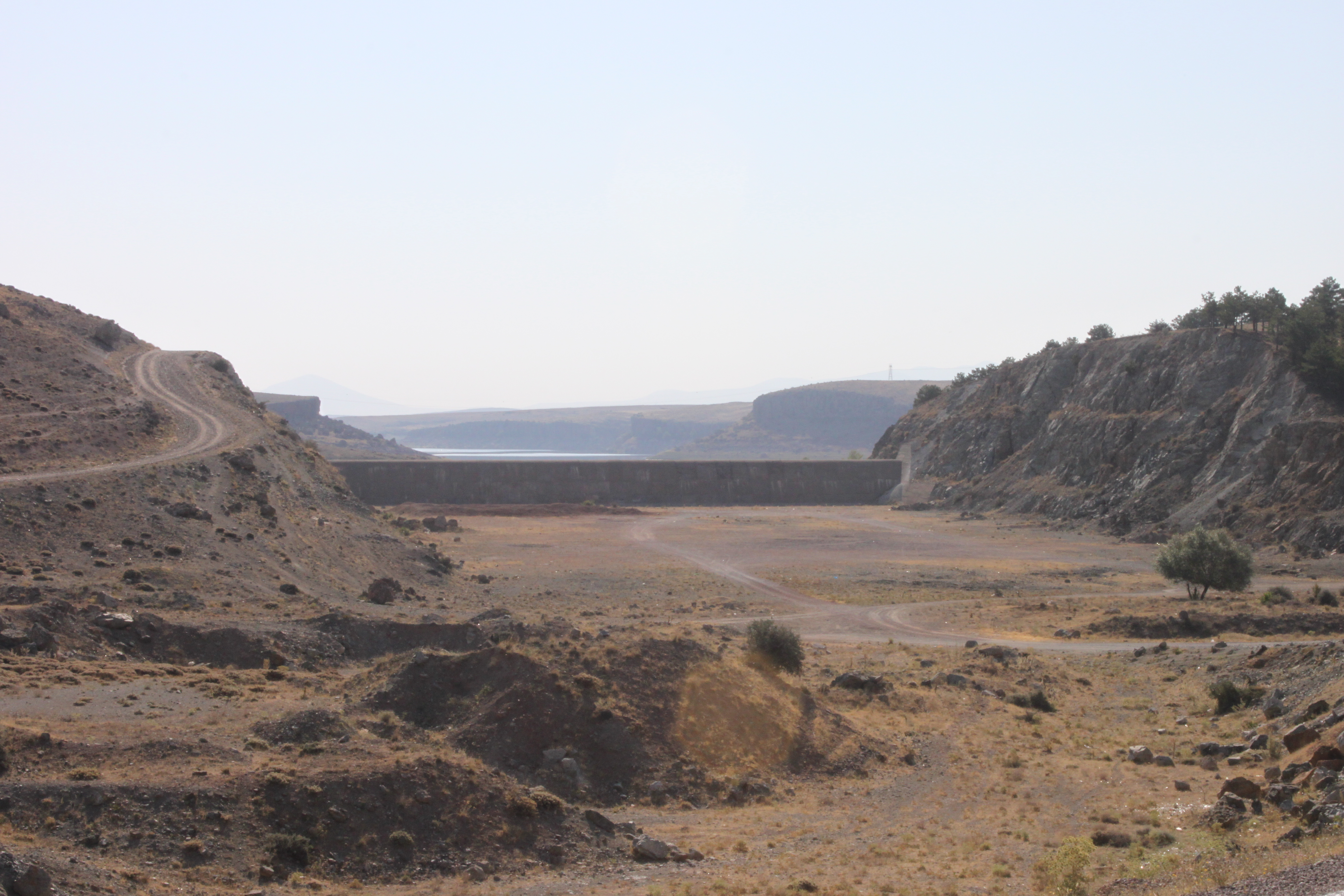
Staumauer des Mamasın Barajı

Gücünkaya ist ein Dorf im zentralen Bezirk der türkischen Provinz Aksaray mit 1.222 Einwohnern (Stand: Ende 2021). 2012 betrug die Einwohnerzahl 1.198. Es liegt etwa zehn Kilometer östlich des Stadtzentrums von Aksaray. Von der Fernstraße D 400 von Aksaray nach Nevşehir zweigt etwa zehn Kilometer östlich von Aksaray eine Straße nach Süden ab, die ins Ihlara-Tal führt. Nach etwa vier Kilometern überquert die Straße den Fluss Melendiz. Wenige hundert Meter östlich der Brücke liegt die Staumauer, mit der der Fluss zum Mamasın Barajı aufgestaut ist. Auf der südlichen Flussseite beginnt der Ort Gücünkaya. Vom Dorf führt ein etwa 2,5 Kilometer weiter Feldweg nach Osten zum Felsen Burunkaya, an dessen Südhang auf einem herabgestürzten Steinblock eine späthethitische Felsinschrift eingraviert ist.